# Jagdgeschwader 28
La Jagdgeschwader 28  (JG 28) (28e escadron de chasseurs), est une unité de chasseurs de la Luftwaffe pendant la Seconde Guerre mondiale.
Active de 1940 à 1941, l'unité était affectée aux missions visant à assurer la supériorité aérienne de l'Allemagne

## Opérations
La JG 28 a comporté qu'un seul Gruppe et opère sur des chasseurs Messerschmitt Bf 109E.

## Organisation

### I. Gruppe
Formé le 14 octobre 1940 à Pipera-Bucarest à partir du III./JG 52 avec :
- Stab I./JG 28 à partir du Stab III./JG 52
- 1./JG 28 à partir du 7./JG 52 (fin novembre 1940)
- 2./JG 28 à partir du 8./JG 52 (fin novembre 1940)
- 3./JG 28 à partir du 9./JG 52

Le 4 janvier 1941, le I./JG 28 est renommé III./JG 52 :
- Stab I./JG 28 devient Stab III./JG 52
- 1./JG 28 devient 7./JG 52
- 2./JG 28 devient 8./JG 52
- 3./JG 28 devient 9./JG 52

Gruppenkommandeure (Commandant de groupe) :
| Début           | Fin            | Grade | Nom               |
| --------------- | -------------- | ----- | ----------------- |
| 14 octobre 1940 | 4 janvier 1941 | Major | Gotthard Handrick |